# Les Vautours (groupe)
Pour les articles homonymes, voir Les Vautours.
 (avril 2023).
Si vous disposez d'ouvrages ou d'articles de référence ou si vous connaissez des sites web de qualité traitant du thème abordé ici, merci de compléter l'article en donnant les références utiles à sa vérifiabilité et en les liant à la section « Notes et références ».
Les Vautours est un groupe de rock 'n' roll français, issu de Créteil, qui au début des années 1960, fit une courte carrière, allant d'août 1961 à 1963 en musique, année où le chanteur Vic Laurens commence une carrière solo.

## Biographie
Au cours de l'année 1961, quatre groupes émergent sur le marché du rock français, Les Chaussettes Noires en janvier, Les Chats Sauvages en mai, Les Vautours en août et Les Pirates en septembre.
Composition du groupe :
- Vic Laurens - Victor Laurent D'Arpa, chanteur et guitariste rythmique - (frère de Tony D'Arpa guitariste rythmique des Chaussettes Noires)
- Pierre (Pensy) Klein, guitare solo
- Christian Bois, basse.
- Ange Beltran, batterie

Contrairement aux autres groupes composés de cinq musiciens, Les Vautours ne compte que quatre membres. Ils sont équipés de guitares "Jacobacci" (une famille de luthier parisien d'origine italienne), deux guitares Ohio, une basse 6 cordes Ohio et 3 d'amplificateurs RV - Radio Vidéo - (Steve Brammer). Ils se différencient des autres groupes par un son plus sauvage.
Leur premier disque comprend quatre titres dont un instrumental de leur composition intitulé Vautours - qui devient leur morceau d'entrée en scène. Il précède la ballade intitulée Claudine, une adaptation de Like Makin' Love de Billy Sherrill. Les deux autres titres sont des adaptations de rock américain, Betty et Jenny reprise de Tossin' and Turnin' et Tu Me Donnes reprise du Rocky Road Blues de Gene Vincent. 
Parmi quelques-uns de leurs titres, citons encore : Le Jour de l'amour (un original), Mon amour est trop grand (autre original signé Pierre Saka et Jean-Pierre Bourtayre), leur tube, Le Coup du charme (reprise de Good Luck Charm, d'Elvis Presley). Citons aussi le tube Hey Petite Angèle, Tu Peins Ton Visage et des blues comme Ne Me Dis Pas Non et Permettez-Moi. - sur le Label Festival.
Après une carrière courte en demi teinte et le remplacement du bassiste et du batteur par Sammy Steiner et Tony Falla, leur carrière s'achève un an et demi après leurs débuts, avec un dernier disque intitulé Vic Laurens avec les Vautours, un disque de transition pour le chanteur qui s'apprête à entamer une carrière solo.

## Discographie

### Super 45 tours

#### 1961
- Vautours / Betty et Jenny / Tu me donnes / Claudine
- Tu peins ton visage / Ne me dis pas non / Oncle John / Permettez-moi

#### 1962
- Pas sincère / Jacky qu'as-tu fait de moi / De t'aimer, de t'aimer (adaptation Eddy Mitchell) / Le Jour de l'amour
- Ya ya twist / Mon amour est trop grand / Le Chemin de la joie / Hé ! Tu me plais
- Le Coup du charme / Laissez-nous twister / Petite Angèle / Qui te le dira
- Mais reviens-moi (Vic Laurens en solo) / Je ne rêve qu'à ça (idem) / Be Bop Boogie Boy / Dancing party

### 33 tours

#### 1962
- Twist avec les Vautours (33 tours 25 cm)
- Ya ya twist / De t'aimer, de t'aimer / Le Jour de l'amour / Mon amour est trop grand / Le Coup du charme / Pas sincère / Le Chemin de la joie / Hé ! Tu me plais / Jacky, qu'as-tu fait de moi / Petite Angèle

### CD

#### 1999
Les Vautours, l'intégrale, Magic Records (le disque contient tous les titres mentionnés ci-dessus).